# Солонский диалект
Солонский диалект (также солонский язык) — диалект эвенкийского языка, на котором говорит часть китайских эвенков — солоны. Относится к тунгусской (северной) ветви тунгусо-манчжурских языков.

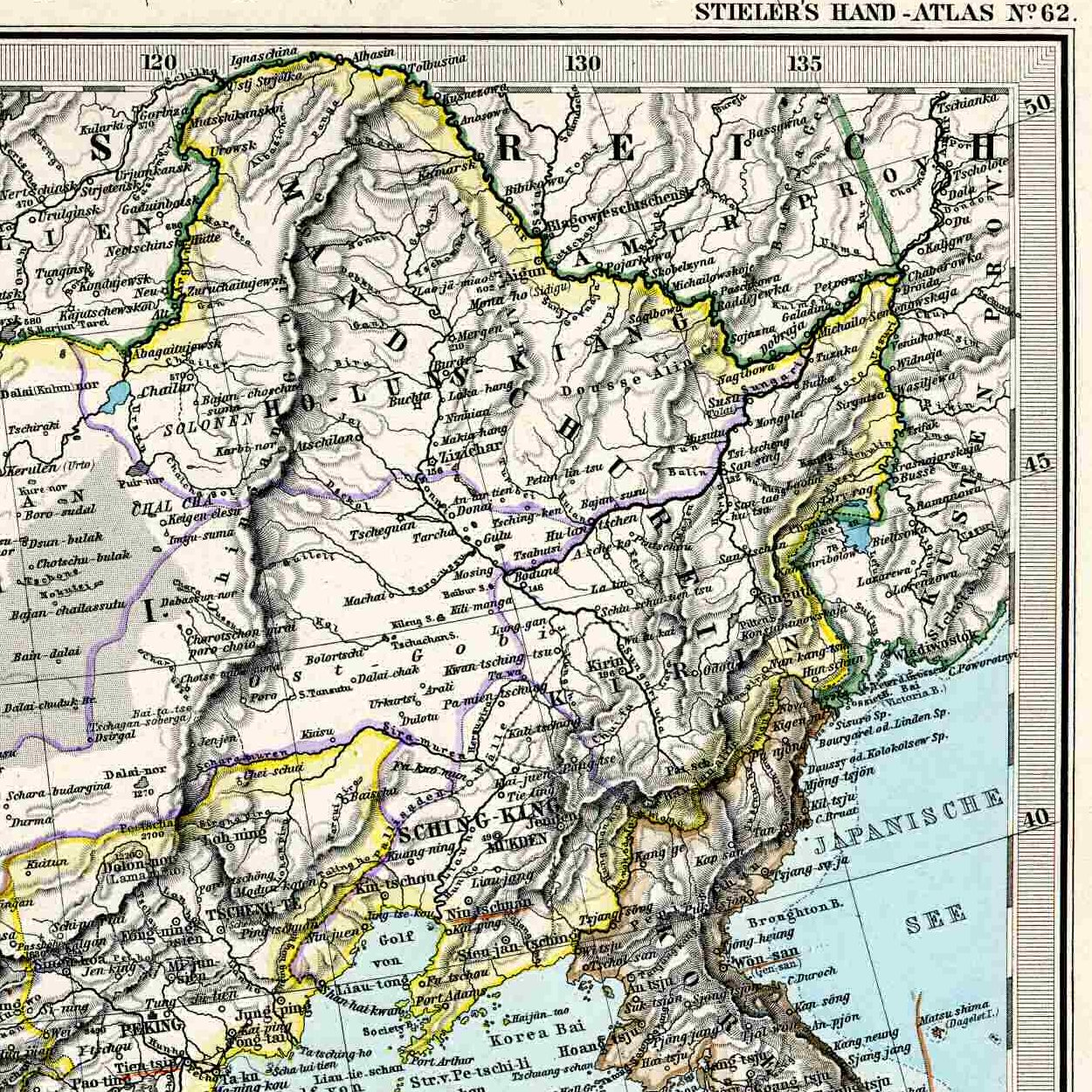
Расположение солонов (Solonen) у Хайлара (Chailar) в конце XIX в

Носители солонского диалекта живут главным образом в северо-восточных районах Китая на территории Внутренней Монголии, в округе Хулун-Буйр, а также в соседней провинции Хэйлунцзян и в Синьцзян-Уйгурском автономном районе. Два-три столетия назад солоны обитали в верховьях Амура по рекам Аргуни и Зее, откуда переселились (вместе с даурами) в 1656 году на юго-восток, в бассейн реки Нуньцзян, а затем, в 1732 частью переселились на запад, в бассейн реки Хайлар (где теперь образован Эвенкийский автономный хошун с 9733 эвенками в 2000 году).
Иногда рассматривается как отдельный язык, близкий к эвенкийскому.
Испытал некоторое влияние маньчжурского языка.
Используются латинский и монгольский алфавиты